# VII型曲面
数学では、VII型曲面（英：surfaces of class VII、直訳：7型局面）は、非代数的複素曲面で、(Kodaira 1964, 1968)で研究され、小平次元 −∞ を持ち、第一ベッチ数が 1 である。VII型曲面（自己交点数が -1 である非有理曲面）の極小モデルは、VII0 型の曲面（英：surfaces of class VII0）と呼ばれる。全ての VII型曲面は、一意な VII型極小曲面に双有理同値であり、この極小曲面を有限回点でブローアップすることで得ることができる。

## 概要
「VII型」という名前は、(Kodaira 1964, theorem 21) から来ており、そこでは極小曲面が I0 から VII0 という番号の付けられた 7つのクラスへ分類されている。しかしながら、小平のクラス VII0 は、小平次元が −∞ であるという条件が付いていなく、代わりに幾何種数が 0 という条件が付いている。結果として、彼の VII0 というクラスは、例えば、第二種小平曲面などのいくつかの他の曲面を含む。現在は、第二種小平曲面は小平次元が −∞ ではないので、VII型とは考えられていない。VII型の極小曲面は、(Kodaira 1968, theorem 55)での曲面のリスト上の番号 "7" のクラスである。

## 不変量
不正則数 q は 1 で h1,0 = 0 であり、全ての多重種数はみな、0 である。
ホッジダイアモンド：
```
            1
        0       1
   0        b
2
      0
        1       0
            1
```

## 例
ホップ(Hopf surface)は、C2−(0,0) の自由に作用する離散群 G による商であり、第二ベッチ数は 0 である。最も簡単な例は、G を整数とし、2 のべきによる乗法として作用させることを考えると、対応するホップ曲面は S1×S3 と微分同相となる。
井上曲面(Inoue surface)は、H を上半平面とした C×H が普遍被覆となる（従って、それらは自己同型群による普遍被覆空間の商である）ような VII型曲面である。井上曲面の第二ベッチ数は 0 である。
井上・ヒルツェブルフ曲面(Inoue–Hirzebruch surface)や榎木曲面(Enoki surface)や加藤曲面(Kato surface)は、VII型曲面の例であり、b2 > 0 である。

## 分類と大域球状シェル
第二ベッチ数 b2 = 0 の極小な VII型曲面は、Bogomolov (1976, 1982) により分類され、ホップ曲面(Hopf surface)、または、井上曲面(Inoue surface)である。b2 = 1 である曲面は Nakamura (1984) により、曲面が曲線を持っているという仮定の下で分類された。曲面が曲線を持っているという前提は、後に、Teleman (2005) で証明された。
大域球状シェル(global spherical shell) (Kato 1978) とは、曲面の中に滑らかな 3-球面を持ち、3-球面の補空間が連結で、近傍が C2 の球面の近傍に双正則であることを言う。大域球状シェル予想は、正の第二ベッチ数を持つ全ての VII0 型曲面は、大域球状シェルであろうという予想である。大域球状シェルを持つ多様体は、全て加藤曲面(Kato surface)である。この事実は良く知られているので、この予想が証明されたとすると、VII型の分類を導くことになる。
正の第二ベッチ数 b2 を持つ VII型曲面は、多くて、b2 本の有理曲線を持つことができ、大域球状シェルを持つと、持つ有理数の数と第二ベッチ数が一致する。逆に、
Georges Dloussky, Karl Oeljeklaus, and Matei Toma (2003) は、正の第二ベッチ数 b2 を持つ極小な VII型曲面は、ちょうど b2 本の有理曲線を持つならば、大域球状シェルを持つことを示した。
第二ベッチ数が 0 となる VII型曲面に対し、最初のホップ曲面は大域球状シェルであるが、第二のホップ曲面と井上曲面は、大域球状シェルではない。理由は、基本群が無限巡回群ではないからである。後者の曲面上の点でブローアップすると、大域球状シェルを持たない第二ベッチ数が正の非極小 VII型曲面が得られる。